# Balezino
Balezino (oroszul: Балезино) városi jellegű település Oroszországban, Udmurtföldön, a Balezinói járás székhelye.
Lakossága: 16 121 fő (a 2010. évi népszámláláskor).

## Fekvése
Udmurtföld északi részén, Izsevszktől kb. 150 km-re, a Csepca (a Vjatka mellékfolyója) bal partján helyezkedik el. Vasútállomás a Kirov–Perm vasúti fővonalon. A településen keresztül vezet az Izsevszk–Glazov közötti országút. A legközelebbi, kb. 30 km-re fekvő város Glazov. 

## Története
A 16–17. században a Vjatka völgyében élő udmurtok tömegesen költöztek át a Csepca középső folyásának és mellékfolyóinak vidékére. Balezino elődje 1586-ban keletkezett és később szerepet játszott Szibéria orosz birtokbavételében. A Vjatkából (a mai Kirov városból) Perm felé vezető régi szibériai út egyik jelentős állomása volt. A 19–20. században igazgatási és gazdasági jelentősége növekedett. 1840-ben egy kisebb szintű közigazgatási egység (voloszty) központja lett. 
A Kotlasz–Vjatka–Perm vasútvonalat II. Miklós orosz cár 1895-ben kiadott rendeletére kezdték építeni. Egyik állomása Balezino lett, ahová 1898-ban érkezett meg az első vonat, 1899 elején pedig a teljes vonalon megindulhatott a forgalom. 
1941 végén az Udmurt ASZSZK állami és pártvezetése elrendelte az Izsevszket Balezinóval összekötő vasútvonal sürgős megépítését. Az építkezésre azonnali hatállyal 16 000 embert vezényeltek, köztük 4000 főt lóval, illetve fogattal; később ennél többen dolgoztak a pálya fektetésén. A rendkívüli intézkedéseket a háborús helyzet indokolta. 1943 januárjában a vonal elkészült. A háborús években főként fát szállítottak rajta a hadiüzemeknek és bányafát a donyeci bányáknak. 
1929-ben járási székhely lett, 1939-ben városi jellegű településsé nyilvánították. A szovjet korszakban közlekedési csomóponttá alakult és iparral is rendelkezett. 

## Népessége
- 1959-ben 11 808 lakosa volt.
- 1970-ben 14 507 lakosa volt.
- 1979-ben 16 374 lakosa volt.
- 1989-ben 18 492 lakosa volt.
- 2002-ben 16 804 lakosa volt, melynek 46,2%-a udmurt, 38,8%-a orosz, 11,1%-a tatár.
- 2010-ben 16 121 lakosa volt.

## Gazdasága
Balezinóban 1948. decemberben öntödei és fémárugyárat alapítottak. A gyár kezdetben aluminium edények, vödrök készítésével foglalkozott, majd áttért öntöttvas termékek gyártására is. Azóta többször átszervezték, berendezéseit kicserélték, modernizálták, de profilja nem változott. Az ipari szövetkezetből 1949-ben átalakított építőanyaggyár a helyi igényeknek megfelelően működik.

## Oktatás
Középfokú szakoktatási intézményében (kolledzs) a mezőgazdaság számára képeznek szakembereket.